# Microtendipes litoris
Microtendipes litoris är en tvåvingeart som beskrevs av Lehmann 1981. Microtendipes litoris ingår i släktet Microtendipes och familjen fjädermyggor.
Artens utbredningsområde är Kongo. Inga underarter finns listade i Catalogue of Life.